# Лавметал, который вы заслужили
«Лавметал, который вы заслужили» — третий студийный альбом российской рок-группы Neverlove, релиз которого состоялся 12 марта 2021 года. Всего в пластинку вошло 11 треков, общей длительностью более 29 минут.
В мае 2024 по требованию российских правоохранительных органов были удалены треки «Инструктор из НАТО» и «Кладмен».

## История
12 февраля 2021 года состоялся выход песни и клипа «Больше жира».
26 февраля группа представила трек «Поцелуи», вместе с тем назвав дату релиза альбома — 12 марта.
12 марта состоялся выход альбома. Всего в релиз вошли 11 треков, общей длительностью более 29 минут. Гостями выступила группа «20Tokens», музыкант «Пол Пунш» и дуэт «Marry Me, Bellamy».
1 апреля группа Neverlove представила кавер-версию песни «Поцелуи», исполненную на немецком языке.
8 апреля группа представила видеоклип на наиболее популярную песню альбома «Инструктор из НАТО».
28 апреля 2024 года в своём телеграм канале коллектив сообщил об отмене концерта в Москве. По их словам, «концерт отменился не сам собой, концерт отменили уполномоченные органы из-за недоразумения и дискоммуникации возникшей вокруг песни „Инструктор из НАТО“». В начале мая этот трек вместе с песней «Кладмен» был удалён со всех площадок.

## «Инструктор из НАТО»
«Инструктор из НАТО» — седьмая, и наиболее популярная композиция альбома «Лавметал, который вы заслужили». Дуэт «Marry Me, Bellamy» выступил в ней в качестве гостя.
25 августа 2020 года в ток-шоу «60 минут», одной из тем дня стали лекции о гомосексуализме на ВДНХ. Сатирическая песня коллектива Neverlove «Инструктор из НАТО» была написана на основе этой темы. Один из гостей студии Александр Малькевич — президент Фонда защиты нац. ценностей, политолог, председатель Комиссии ОП РФ по развитию инф. сообщества, СМИ, массовых коммуникаций в ходе эфира дал следующий комментарий: «Мне кажется, что если мы не будем заниматься сексуальным просвещением наших детей, то за нас это сделают секс ЛГБТ инструкторы НАТО». Эта фраза и стала основой для песни группы и была включена в неё в качестве вступления.
8 апреля 2021 года состоялся выход видеоклипа.
В конце 2023 года фронтмен группы Ярослав Степанов в качестве шутки, стал представляться младшим братом российского певца Shaman, заявив, что тот принял участие в съёмке клипа «Инструктор из НАТО» в качестве одного из актёров.
29 апреля 2024 года группа в своём Telegram-канале заявила об отмене концерта в Москве, комментируя это следующим образом: «Москва, как многие могли догадаться, концерт отменился не сам собой, концерт отменили уполномоченные органы из-за недоразумения и дискоммуникации возникшей вокруг песни (угадайте какой), правильно, „Инструктор из НАТО“. Весь тур мы не играли этот трек (хотя на него нет официального запрета) вопреки тому, что люди его просили и ждали, сами понимая, что юмор выкупают только те, кто знают общий контекст группы, знает что мы самые конструктивные и патриотичные русские металлисты, которых можно вообразить <…> Инструктор в ближайшее дни пропадёт с площадок, его удаление уже в работе, а с ютуб канала я его уже снёс». В начале мая трек и клип пропали со всех площадок.

## Рецензия
Музыкальное сообщество «Роккульт» оценило альбом на 7 из 10. Рецензент сообщества Павел Зелёнкин комментирует пластинку так:

Людям нравится раскованная музыка, и её феномен на протяжении истории сопровождает человеческую цивилизацию. Обобщающий термин для подобного творчества греки придумали ещё в античную эпоху — они назвали это искусство дионисийским. В русской маргинальной тусовке термин переиначен — наш слушатель склонен мерить степень маргинальности по хоевской шкале Сектора Газа. Интерес к таким песням проявляет, как может показаться на первый взгляд, не только подростковая аудитория, но прежде всего слушатели постарше. Последствия ли кризиса среднего возраста или искренняя открытость всему новому — утверждать не собираемся, очень по-разному бывает. Тем не менее группы подобного тематического разряда очень созвучны. Например, хоевская «Лирика» по-прежнему ощущается как глубокое откровение дворового парня. И «Поцелуи» Neverlove определённо сходятся в надрыве с хитом Сектор Газа. Именно поэтому в своём третьем альбоме запрос на новую искренность группа удовлетворяет с лихвой и справедливо покидает границы метал-андерграунда.
Бесспорно, что слово в слово повторять кумиров предыдущих десятилетий — третьесортный путь творческой реализации с всеобщим порицанием к прочему. Если дебют Neverlove и ощущался как наследник эстетики эмо-метала (от исполнения до оформления обложки), то уже второй альбом испепелил все мосты между надрывной печалью и назревающим для следующих релизов подростковым отрывом. Это как минимум необычно — меньше полугода разделяет минорный альбом «Мечты о любви и смерти» и его позитивную противоположность «Реклаврок». Группа, в творчестве которой ранее искали референсы My Chemical Romance, теперь в поисковике пробивается наравне с Ганвестом и Сметана Band. С выбором тональности творчества группа точно не ошиблась — дружелюбная нахальность третьего альбома «Лаврок, который вы заслужили» подарила Neverlove стремительный взлёт и попадание в популярнейшие плейлисты в музыкальных сервисах.
Важным толчком к известности Neverlove стал нашумевший сервис Tik Tok. Более амбициозную платформу для первых шагов в индустрии сейчас представить сложно — аудитория из сотен миллионов пользователей регулярно возносит на первые строчки чартов десятки талантливых музыкантов (тема заслуживает отдельного раскрытия). Ключевой особенностью композиций, сделанных для распространения через Tik Tok, является лаконичность музыкального высказывания (лишь один трек альбома длится чуть дольше трёх минут). Как известно, краткость — сестра таланта. Для группы первым таким припевом-афоризмом стал трек «Без резинки», быстро завирусившийся в сети. Так и в целом альбом «Лавметал, который мы заслужили» на принципе краткости как раз и возведён, хотя при прослушивании песен подряд это не сразу ясно. А вы просто представьте, в каких комичных контекстах можно использовать припевы «Инструктор из НАТО», «Кунька» и «Сквиртоленд» — Neverlove остаётся только коллекционировать самые уморительные видеоролики со своими треками. И вполне заслуженно.

## Список композиций
| №                   | Название                   | Гости               | Длительность |
| ------------------- | -------------------------- | ------------------- | ------------ |
| 1.                  | «Поцелуи»                  |                     | 2:49         |
| 2.                  | «Больше жира»              |                     | 2:57         |
| 3.                  | «Сквиртоленд»              | Пол Пунш            | 2:52         |
| 4.                  | «Кунька»                   |                     | 3:00         |
| 5.                  | «Как я встретил вашу маму» | 20Tokens            | 2:10         |
| 6.                  | «Видосы»                   |                     | 2:53         |
| 7.                  | «Инструктор из НАТО»       | Marry Me, Bellamy   | 2:37         |
| 8.                  | «Вэбкамщица»               |                     | 2:44         |
| 9.                  | «Ледибой»                  |                     | 3:11         |
| 10.                 | «Кладмен»                  |                     | 1:56         |
| 11.                 | «Невидимки»                |                     | 2:23         |
| Общая длительность: | Общая длительность:        | Общая длительность: | 29:32        |

| №                   | Название                   | Гости               | Длительность |
| ------------------- | -------------------------- | ------------------- | ------------ |
| 1.                  | «Поцелуи»                  |                     | 2:49         |
| 2.                  | «Больше жира»              |                     | 2:57         |
| 3.                  | «Сквиртоленд»              | Пол Пунш            | 2:52         |
| 4.                  | «Кунька»                   |                     | 3:00         |
| 5.                  | «Как я встретил вашу маму» | 20Tokens            | 2:10         |
| 6.                  | «Видосы»                   |                     | 2:53         |
| 7.                  | «Вэбкамщица»               |                     | 2:44         |
| 8.                  | «Ледибой»                  |                     | 3:11         |
| 9.                  | «Невидимки»                |                     | 2:23         |
| Общая длительность: | Общая длительность:        | Общая длительность: | 24:58        |

## Чарты
| Чарты (2021)         | Высшая позиция |
| -------------------- | -------------- |
| Россия (Apple Music) | 47             |